# Bernd Leistner (General)
Bernd Leistner (* 3. Mai 1943 in Lauter) ist ein ehemaliger deutscher General der Nationalen Volksarmee der Deutschen Demokratischen Republik.
Er war von 1987 bis 1990 Kommandeur der 4. Mot.-Schützendivision (4. MSD) der Nationalen Volksarmee der Deutschen Demokratischen Republik. Zuletzt hatte er den Dienstgrad eines Generalmajors. 

## Leben

### Herkunft und Ausbildung
Bernd Leistner wurde am 3. Mai 1943 in Lauter (Erzgebirge) als Sohn eines Emaillemalers geboren. Dort besuchte er die Heinrich-Heine-Schule, die er mit der Mittleren Reife abschloss. Von 1959 bis 1961 absolvierte er am Institut für Lehrerbildung (IfL) „Wilhelm Pieck“ in Auerbach/Vogtl. ein Fachschulstudium zum Unterstufenlehrer.
Mit seinem Eintritt in die Nationale Volksarmee zum 5. April 1961 durchlief er  zunächst die militärische Grundausbildung als Soldat im Wachregiment des Ministeriums für Nationale Verteidigung (MfNV). Noch im selben Jahr wurde Leistner Offiziersschüler an der Offiziersschule für Mot.-Schützen-II in Frankenberg (Sachsen). Ab September 1963 setzte er sein Studium an Offiziersschule der Landstreitkräfte in Löbau (Sachsen) fort, das er in der Fachrichtung Mot.-Schützen-Kommandeure mit der Ernennung zum ersten Offiziersdienstgrad 1964 abschloss.

### Berufliche Laufbahn
Im Herbst 1964 begann Leistner seinen Dienst im Mot.-Schützenregiment 24 (MSR-24) der 4. Mot.-Schützendivision (4. MSD) mit der ersten Offiziersdienststellung als Zugführer. In der Folge war er bis 1970 als Kompaniechef einer Mot.-Schützenkompanie (MSK) am Standort Erfurt eingesetzt.
Von 1970 bis 1976 war er nacheinander in den Funktionen Stabschef des Bataillons, Bataillonskommandeur und Stellvertreter des Kommandeurs für Ausbildung im Mot.-Schützenregiment 24 (MSR-24) tätig.
Von 1976 bis 1978 absolvierte Bernd Leistner das zweijährige verkürzte Direktstudium für Truppenkommandeure der operativ-taktischen Führungsebene an der Militärakademie „Friedrich Engels“ (MAFE) in Dresden, das er als Diplom-Militärwissenschaftler (Dipl.-Mil.) abschloss.
Ab Herbst 1978 erfolgte sein Einsatz als Leiter der Arbeitsgruppe Gefechtsausbildung der 4. Mot.-Schützendivision. 1979 wurde er als Regimentskommandeur in das Mot.-Schützenregiment 24 versetzt. Dieser Dienststellung schloss sich von 1982 bis 1984 die Funktion als Stellvertreter des Kommandeurs für Ausbildung der 4. Mot.-Schützendivision (StKA/4. MSD) an – Standort des Stabes in Erfurt.
Von 1984 bis 1986 erhielt Leistner mit dem Studium an der Militärakademie des Generalstabes der Streitkräfte der UdSSR in Moskau eine operativ-strategische Kommandeursausbildung, die er 1986 mit dem Diplom abschloss.
Nach einjährigem Einsatz als Stellvertreter des Kommandeurs und Stabschef der 4. Mot.-Schützendivision (StKSC/4. MSD) wurde Bernd Leistner am 1. September 1987 als Kommandeur der 4. Mot.-Schützendivision eingesetzt. Am 7. Oktober 1989 wurde Leistner zum Generalmajor ernannt.
Leistner sollte nicht, wie die meisten Generale der NVA, bereits zum 30. September 1990 entlassen werden, sondern weiter bis 2. Oktober 1990 die 4. Mot.-Schützendivision (NVA) führen. Doch mit Verlesen des Befehls 43/90 des Ministers für Abrüstung und Verteidigung am 28. September durch den Staatssekretär wurde seine Entlassung aus der NVA zum 2. Oktober 1990 verkündet und er damit aus dem aktiven Dienst entlassen. Bis zum Erreichen des Rentenalters war er in der Privatwirtschaft tätig.